# Luis Malvar
Luis Malvar Muñoz (Madrid, 8 de febrero de 1961) es un periodista radiofónico español especializado en deportes, más concretamente en balonmano. 
En septiembre de 1975 pasó a formar parte de la Cadena COPE, siendo el miembro con más antigüedad de la redacción deportiva de la emisora. Dirige el espacio semanal sobre balonmano De Rosca, que se emite cada lunes en exclusiva para la página web de la Cadena COPE.

## Carrera periodística
Es doctor en Ciencias de la Información por la Facultad de Periodismo de la Universidad Complutense de Madrid, realizando el curso de doctorado en la especialidad de Grupos Multimedia. Es Redactor Jefe de la plantilla de deportes de Paco González en la Cadena COPE.
Forma parte de la Asociación de la Prensa de Madrid, Asociación de Periodistas Deportivos y de la Asociación de Periodistas Olímpicos Españoles, siendo además asesor de Medios de Comunicación del Comité Olímpico Español y redactor de las revistas Olimpia del COE y Fútbol de la RFEF.
Su trayectoria periodística está ligada desde el comienzo a la Cadena COPE, donde entra con tan sólo catorce años. Ha participado en los espacios deportivos de José María García, El Tirachinas de José Antonio Abellán, El Partido de las 12 de Juan Antonio Alcalá y Tiempo de Juego en sus diferentes etapas, tanto con García y Abellán como en la última, trabajando junto a Paco González, Pepe Domingo Castaño y Manolo Lama. Asimismo, ha trabajado con periodistas de renombre como Luis del Olmo, Joaquín Prat, José Joaquín Brotons, Pedro Pablo Parrado y Agustín Castellote.
En 2.009 la Cadena COPE le abre un expediente y le sanciona con tres días de empleo y sueldo por copiar noticias de otros medios de comunicación y firmarlas como si fuesen suyas.
El Periódico de Cataluña y El Sol, así como, ocasionalmente, la revista generalista Interviú, han contado con sus reportajes y artículos deportivos.
También cabe resaltar que fue suspendido de empleo y sueldo por la Cope debido al plagio de noticias de otros medios.

## Obras
En su faceta literaria, es autor de los siguientes libros:
- La Radio Deportiva en España (1927-2004). Pearson Educación/Diario Marca, 2005. ISBN 84-205-4629-1
- Tiempo de Juego: 25 años poniendo voz a la actualidad deportiva. Cadena COPE, 2007.

Recibió la Antena de Oro en 2002 junto al equipo de El Tirachinas de Cope, premio que concede la Federación de Asociaciones de Radio y Televisión. Además, cuenta en su haber con el Premio Federación Madrileña de Balonmano en Radio, siete Premios Nacionales de Radio Balonmano a nivel Nacional, el Premio Radio de la Maratón San Silvestre Vallecana y el Premio del BM Ciudad Real a la Trayectoria Profesional. La Federación Madrileña de Balonmano le impuso su Insignia de Oro.

## Eventos cubiertos
- Juegos Olímpicos.
- Juegos del Mediterráneo.
- Mundial de Balonmano.
- Campeonato de Europa de Balonmano.
- Copa del Mundo de Balonmano.
- Supercopa del Mundo de Balonmano.
- Mundial de Fútbol.[1]